# Folkets hus, Söråker
Söråkers Folkets Hus i Söråker är ett kulturhus med omfattande barn-, ungdoms- och kulturverksamhet.
Söråkers Folkets Hus erhöll 2004 priset Årets Biograf och är Västernorrlands läns första digitala hus med e-bio. 2005 tilldelades föreningen priset Årets Konstarrangör.